# الملك القرد
الملك القرد أو سون ووكونغ (بالصينية: 孫悟空/孙悟空) هو شخصية أسطورية صينية والشخصية الرئيسية لرواية رحلة إلى الغرب من القرن السادس عشر. يعتقد أن أصل الرواية تعود لملحمة الإله الهندوسي رامايانا. تحكي الرواية عن قرد و بطل أسطوري ولد من الصخور يبلغ طوله 4.5 قدم وله قدرات خارقة للطبيعة ويمارس طقوس طاوية. وبعد تمرده على البلاط السماوي ، حكم عليه بوذا  بأن يسجن أسفل جبل . بعد ذلك التقى بالراهب تانغ سانزانغ في رحلته لإسترجاع السوترا البوذية في غرب شبه القارة الهندية. نتيجة حياته في الجبال أصبح يمتلك قوة طبيعية وكان له قدرة على حمل جبلين عاليين والجري بهما بسرعة النيزك. كان له القدرة على قطع مسافة 54 ألف كيلومتر من خلال شقلبة واحدة، وكان يقوم بتحويل شكله إلى 72 شكل مختلف من الحيوانات والمواد. وكان مقاتل ماهر قادر على التغلب على أقوى المقاتلين في السماء. شعره كان يحتوي على قوة سحرية قادر على استدعاء حيوانات مستنسخة. تم استيحاء عدة شخصيات في الحكايات والروايات مثل شخصية سون غوكو في دراغون بول زد